# Éthique de responsabilité et éthique de conviction
L'éthique de responsabilité et l'éthique de conviction sont deux formes d'éthique politique dégagées par Max Weber. 

## Concept
L'éthique de responsabilité relève de la rationalité téléologique : elle est rationnelle par rapport à une fin, c'est-à-dire un but poursuivi. Cette éthique se caractérise par son attention aux moyens et à leur efficacité dans l'atteinte du but. Cette éthique a un souci de pragmatisme et cherche à réajuster les moyens aux finalités. Weber la qualifie parfois d'« éthique du succès » (Erfolgsethik) ou d'« éthique d'adaptation au possible ». Afin d'atteindre ce succès, l'éthique de responsabilité met une emphase toute particulière sur la prévision et la prédiction. 
Quant à l'éthique de conviction, elle relève de l'axiologie. Soucieuse de ne pas trahir une valeur ou de ne pas transgresser une norme, elle considère comme condamnable de ne pas dire la vérité, et comme louable de dire la vérité pour la vérité. Elle vise à ce que toutes les actions menées soient en cohérence avec une conviction. L'acteur moral n'a pas à se soucier des conséquences, dès lors que son intention est pure, et ses valeurs respectées. Cette éthique est, pour Weber, celle des scientifiques.
Weber soutient que l'éthique de conviction n'est pas une éthique d'irresponsabilité, ni n'identifie l'éthique de responsabilité à une absence de conviction. Ainsi, « l'éthique de la conviction et l'éthique de la responsabilité ne sont pas contradictoires, mais elles se complètent l'une l'autre et constituent ensemble l'humain authentique, c'est-à-dire un humain qui peut prétendre à la vocation politique ».

## Débats et controverses
Les concepts webériens d'éthique de responsabilité et de conviction ont connu une fécondité particulière, car ils ont été réutilisés par des auteurs postérieurs dans le domaine des sciences sociales. Le théologien Denis Müller a par exemple publié en 1998 un ouvrage appelé Les éthiques de responsabilité dans un monde fragile.
Le concept d'éthique de responsabilité change de sens avec le temps, et finit par désigner l'éthique, c'est-à-dire l'ensemble des règles morales, que le personnel politique doit suivre afin d’œuvrer pour le meilleur en étant responsable de ses actes. 
Paul Ladrière et Claude Gruson soutiennent, dans leur ouvrage Éthique et gouvernabilité, que l'époque moderne est celle où l'éthique de responsabilité, visant la fin en réduisant le rôle des valeurs, prend le dessus sur l'éthique de conviction, évacuant les questions de valeurs.